# Sullivan (Band)
Sullivan ist eine US-amerikanische christliche Band, die im Jahre 2000 in Greensboro, North Carolina gegründet wurde.

## Diskografie
- Count The Time in Quarter Tones (Tribunal Records, 2003)
- Hey, I’m a Ghost (Tooth & Nail Records / EMI, 2006)
- Cover Your Eyes (Tooth & Nail Records / EMI, 2007)